# Villarreal de Huerva
 Villarreal de Huerva est une commune d’Espagne, dans la province de Saragosse, communauté autonome d'Aragon comarque de Campo de Daroca.